# Пешеходно-велосипедный мост через Владимирский спуск
Пешеходно-велосипедный мост через Владимирский спуск (укр. Пішохідно-велосипедний міст через Володимирський узвіз) или «мост Кличко» (укр. міст Кличка) — металлический трёхпролетный балочный мост длиной 216 метров, в центральной части Киева. Открыт в мае 2019 года.

## История
Идеи по сооружению пешеходного моста из парка «Владимирская горка» (от памятника Владимиру) до Крещатого парка (Арки Свободы украинского народа) существовали ещё в советские времена.
В конце 2017 года был представлен современный проект велосипедно-пешеходного моста (проект создала выигравшая тендер украинская фирма ООО «Проектные системы Лтд»).
Уже в декабре 2018 начались строительные работы. Конструкции поставлял Николаевский судостроительный завод «Океан».
В конце марта 2019 работами в охранной зоне заинтересовалась ЮНЕСКО и рекомендовала остановить строительство.
Строительство завершились ко Дню Киева, 26 мая 2019.
25 мая состоялась церемония открытия пешеходного моста; в церемонии принял участие городской глава Киева Виталий Кличко. По его словам, в строительстве моста использованы 90 % украинских материалов. Он также отметил, что строительство самого моста обошлось в 275 миллионов гривен, строительство фонтана, благоустройство территорий и прокладка сетей — около 90 миллионов, укрепление склонов — 55 миллионов гривен.
26 мая, на следующий день после открытия, в одной из секций стеклянного пола пошли трещины; позднее, 27 мая, во время замены треснувших стеклянных секций растрескалась еще одна секция.
В мае 2020 г. по причине треснувшего стекла мост вновь закрыли на ремонт; его полностью открыли для посетителей в конце мая 2021, когда завершились ремонтные работы.
В ходе российского вторжения 10 октября 2022 года мост незначительно пострадал в результате российского обстрела, в момент попадания на мосту находился как минимум 1 человек (по предварительной информации, не получивший серьёзных травм).

## Конструкция

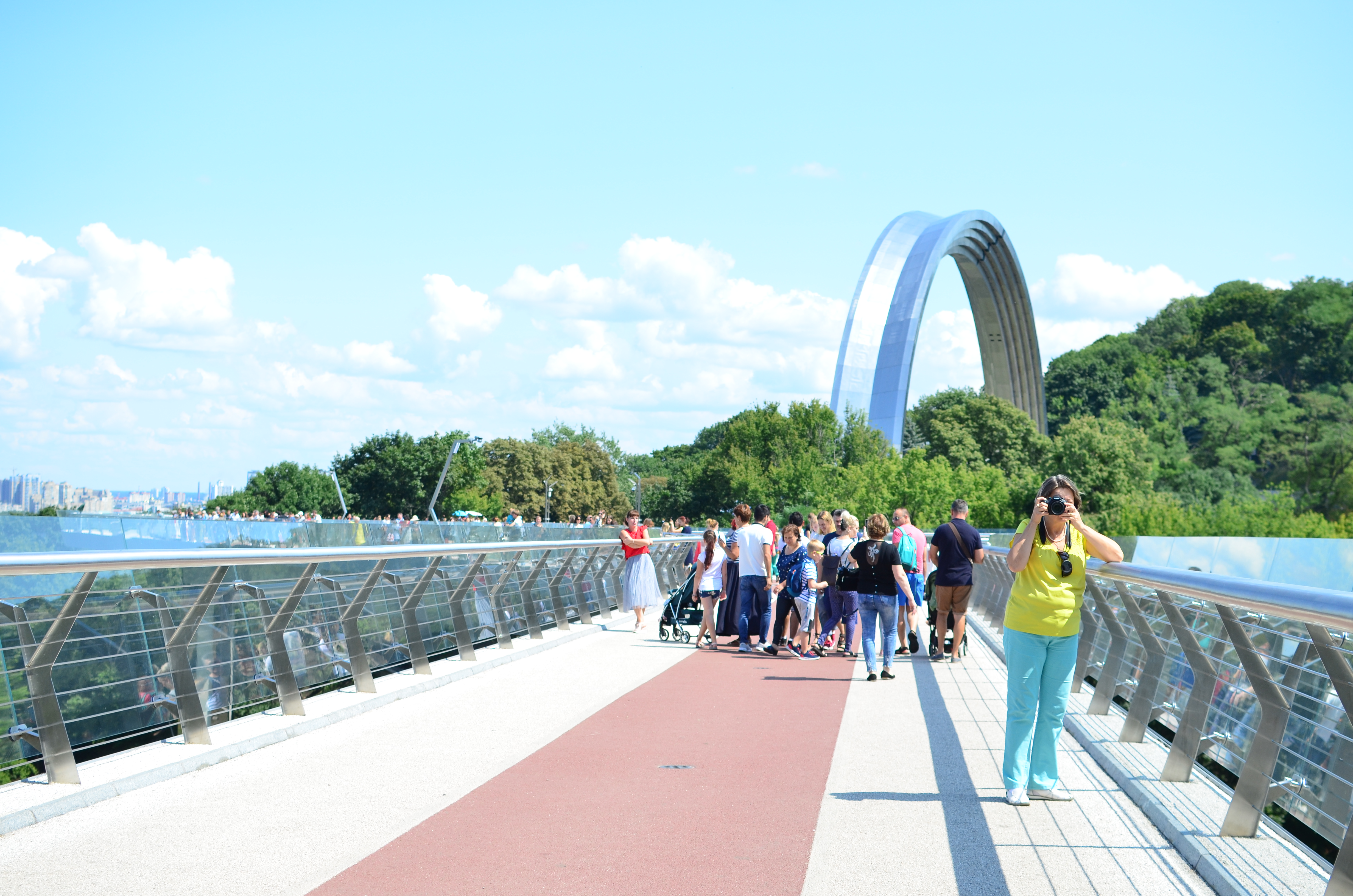

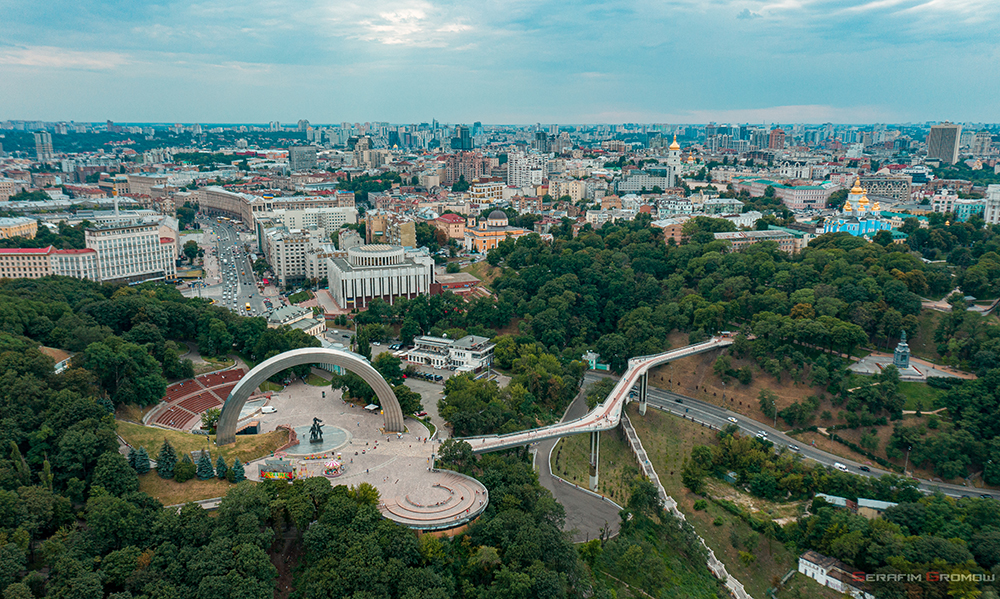
Вид с воздуха на мост

Мост имеет трёхпролетное строение с двумя опорами. Несущая балка — металлическая цельносварная, длиной 216 метров (от одного деформационного шва к другому) опирается на две промежуточные железобетонные опоры и два концевых упора. Балка имеет два изгиба в горизонтальной плоскости из архитектурно-эстетических соображений. Ширина моста от 6 метров в регулярных зонах до 14 метров в зонах смотровых площадок; высота опор превышает 30 метров.
Перильные ограждения выполнены из металла и стекла. Железобетонные опоры облицованы зеркальными панелями.
В местах поворота моста есть смотровые площадки со стеклянными вставками в полу. С него открываются панорамы на Левый берег, Подол, на горизонте виднеется Оболонь.
Под мостом проходит автомобильная дорога.
К опоре, у ворот лестницы к памятнику Магдебургского права, должен быть пристроен пассажирский лифт для подъёма на мост.